# Begonia oxyloba
Espèce
Synonymes
- Begonia cladocarpa Baker[1]
- Begonia heddei Warb.[1]
- Begonia kummeriae Gilg[1]
- Begonia lehmbachii Warb.[1]
- Begonia oxyloba var. kummerae (Gilg) Irmsch.[1]
- Begonia petrophila Gilg[1]
- Begonia sassandrensis A.Chev.[1]
- Begonia togoensis Gilg[1]

Begonia oxyloba est une espèce de plantes de la famille des Begoniaceae. Ce bégonia est originaire d'Afrique. L'espèce fait partie de la section Exalabegonia. Elle a été décrite en 1871 par Joseph Dalton Hooker (1817-1911), à la suite des travaux de Friedrich Welwitsch (1806-1872). L'épithète spécifique oxyloba vient de oxy-, aigu, pointu, et de lobatus, lobé, et signifie donc « à lobe pointu ».
En 2018, l'espèce a été assignée à une nouvelle section Exalabegonia, au lieu de la section Mezierea.

## Répartition géographique
Cette espèce est originaire des pays suivants : Angola ; Burundi ; Cameroun ; Côte d'Ivoire ; Guinée Équatoriale ; Gabon ; Ghana ; Guinée ; Kenya ; Libéria ; Madagascar ; Malawi ; Mozambique ; Nigéria ; Rwanda ; Sierra Leone ; Tanzania ; Togo ; Ouganda ; Zaïre.

## Liste des variétés
Selon Tropicos (21 février 2017) (Attention liste brute contenant possiblement des synonymes) :
- variété Begonia oxyloba var. kummerae (Gilg) Irmsch.
- variété Begonia oxyloba var. oxyloba